# Apatura transtenuata
Apatura transtenuata är en fjärilsart som beskrevs av Cabeau 1919. Apatura transtenuata ingår i släktet Apatura och familjen praktfjärilar. Inga underarter finns listade i Catalogue of Life.